# Nassellaria
Nassellaria é um grupos de radiolarios solitários com uma cápsula central ovalada e um poro de grande tamanho ou vários mas concentrados num dos pólos. O esqueleto, quando presente, está constituído por vários segmentos alinhados em tom a um eixo (simetria axial), que se costumam denominar cabeça, tórax, abdómen e postabdómen.

## Galeria

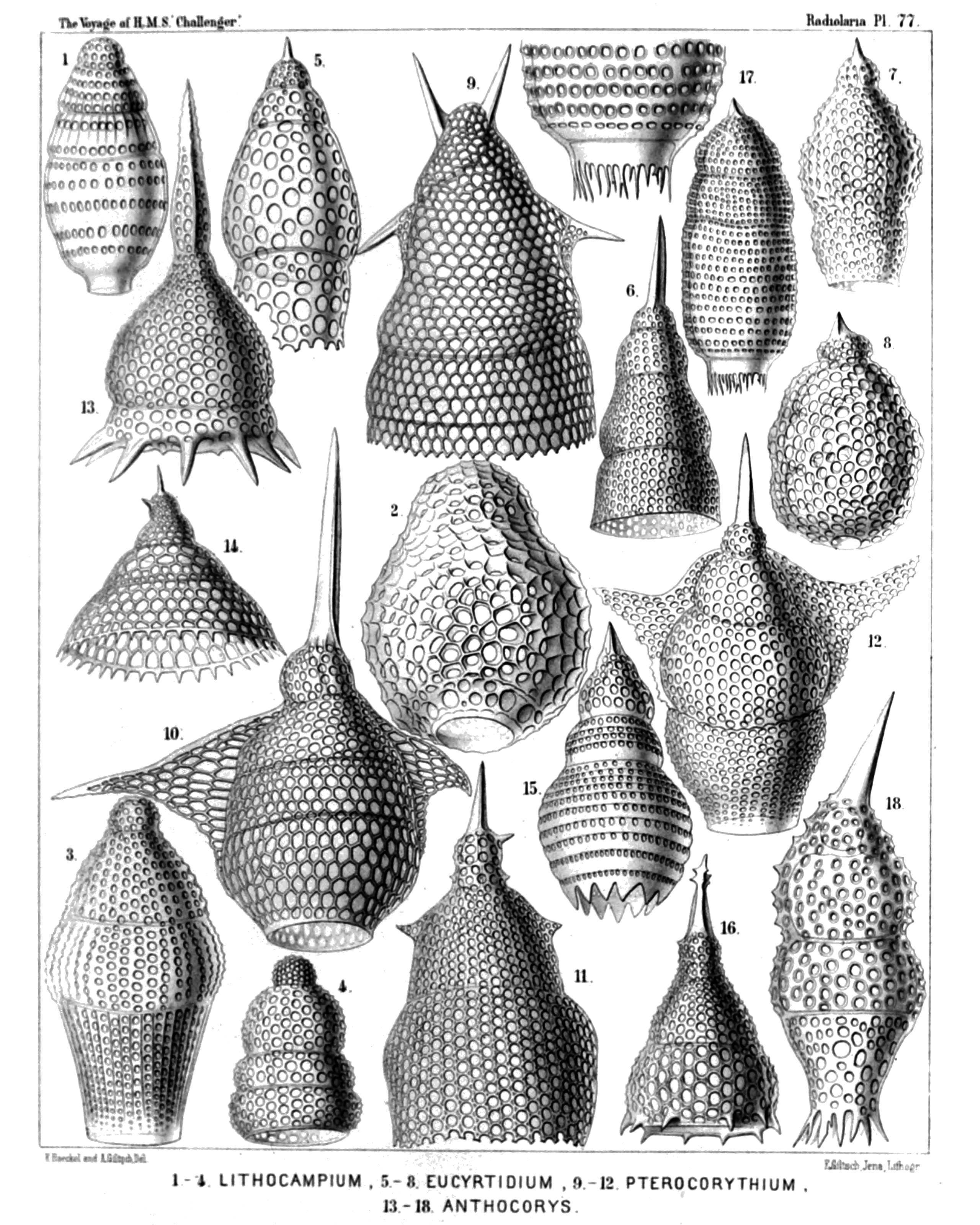
Variedade de Nassellaria (Haeckel 1887)
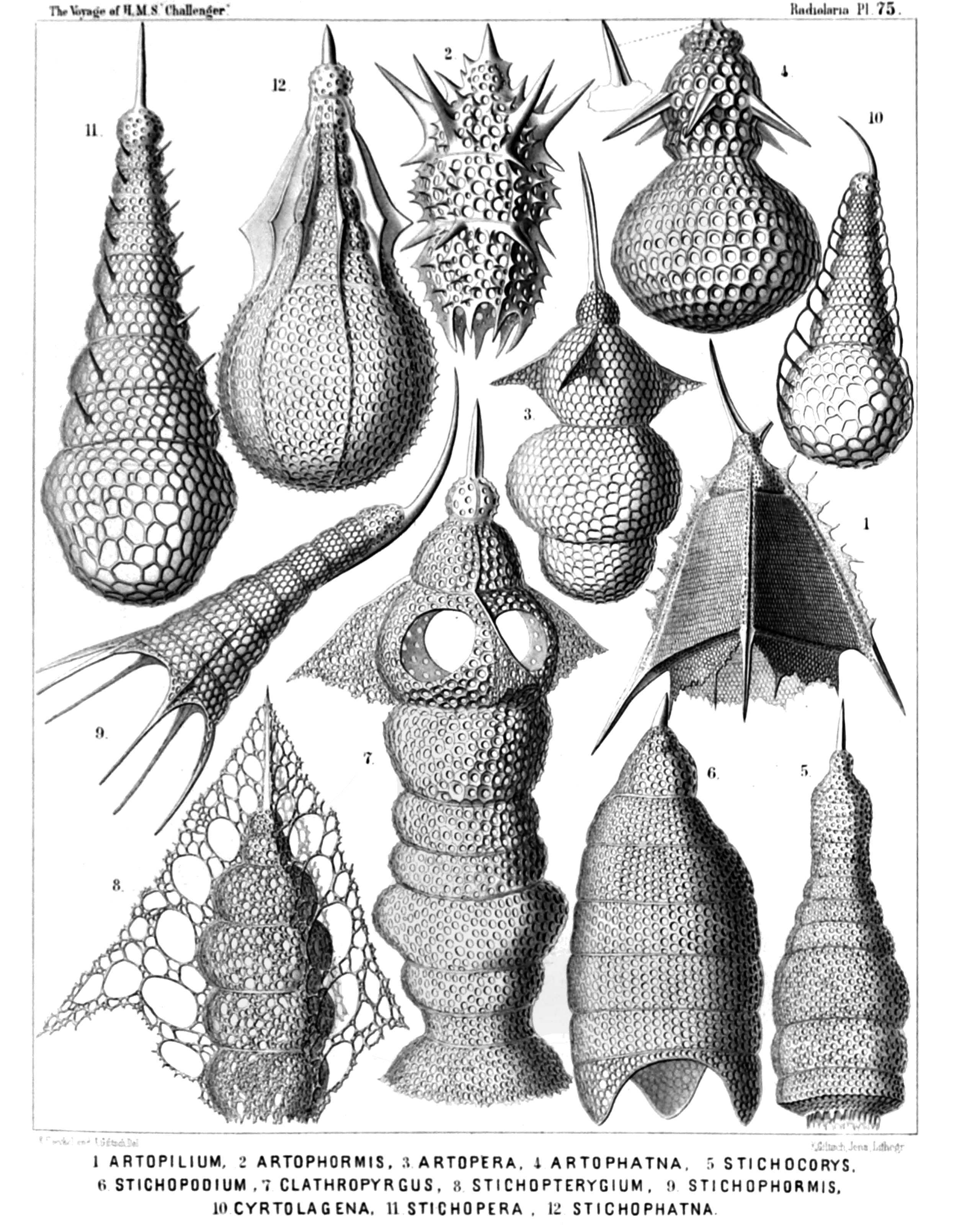
Theoperidae
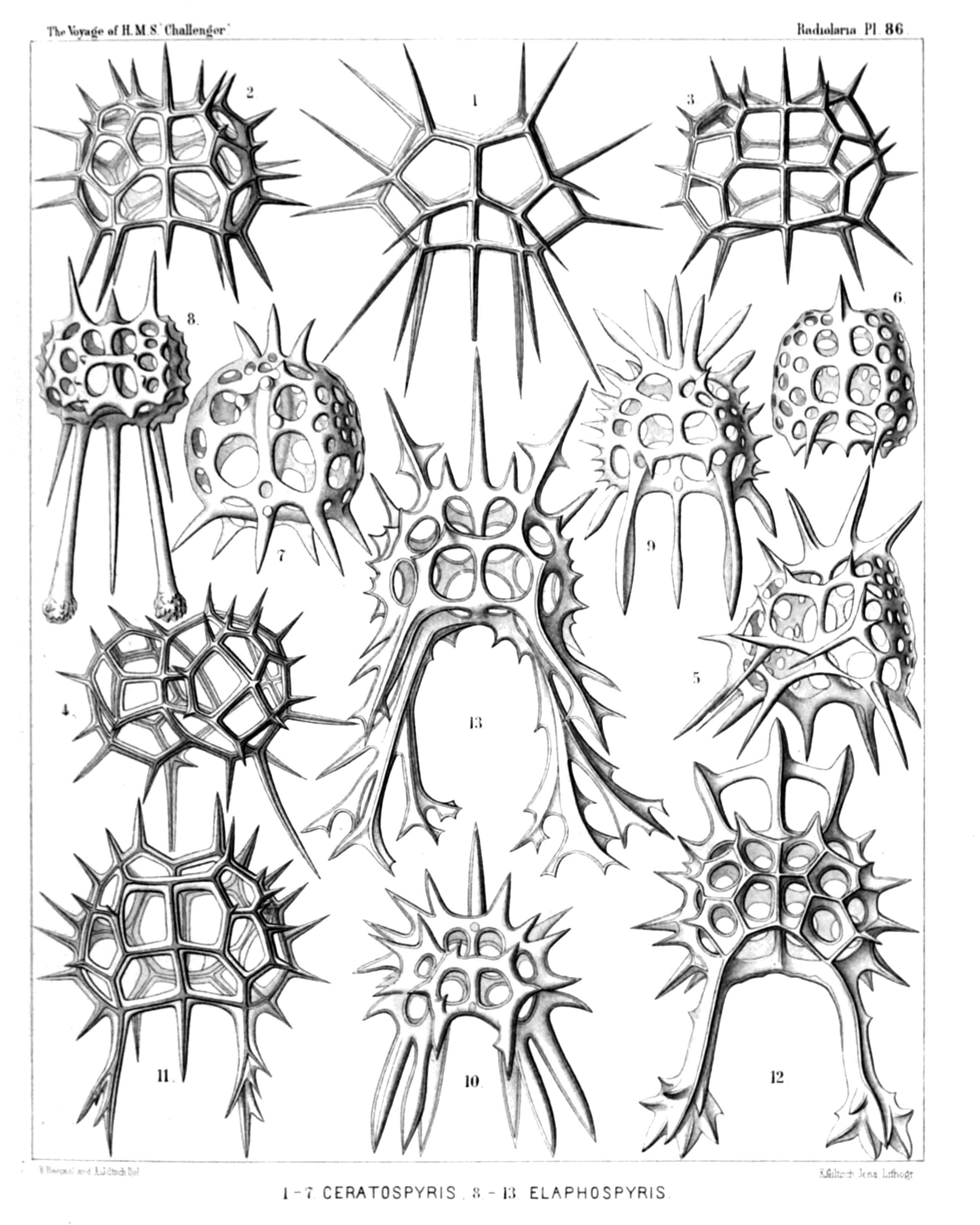
Trissocyclidae